# Samma Satta
Samma Satta ou Samasata (en ourdou : سمہ سٹہ) est une ville pakistanaise située dans le district de Bahawalpur, dans le sud de la province du Pendjab. C'est la septième plus grande ville du district. Elle est située à moins de vingt kilomètres à l'ouest de Bahawalpur.
La population de la ville a été multipliée par plus de trois entre 1972 et 2017 selon les recensements officiels, passant de 8 618 habitants à 27 238. Entre 1998 et 2017, la croissance annuelle moyenne s'affiche à 1,4 %, nettement inférieure à la moyenne nationale de 2,4 %. Selon le recensement de 2023, la population de la ville monte à 29 622 habitants.
|            | 1972 (rec.) | 1981 (rec.) | 1998 (rec.) | 2017 (rec.) | 2023 (rec.) |
| ---------- | ----------- | ----------- | ----------- | ----------- | ----------- |
| Population | 8 618       | 16 313      | 20 841      | 27 238      | 29 622      |